# Evan Rodrigues
Evan Rodrigues, född 28 juli 1993, är en kanadensisk professionell ishockeyspelare som spelar för Florida Panthers i National Hockey League (NHL). Han har tidigare spelat för Buffalo Sabres, Pittsburgh Penguins och Colorado Avalanche.
Rodrigues blev aldrig draftad av någon NHL-organisation.

## Statistik

### Klubbkarriär
| 2009–10    | Georgetown Raiders  | OJHL       | 56  | 20 | 31 | 51  | 22  | 11 | 4 | 2 | 6  | 2 |
| 2010–11    | Georgetown Raiders  | OJHL       | 37  | 21 | 33 | 54  | 42  | 5  | 1 | 3 | 4  | 0 |
| 2011–12    | Boston University   | HE         | 36  | 2  | 10 | 12  | 24  | —  | — | — | —  | — |
| 2012–13    | Boston University   | HE         | 38  | 14 | 20 | 34  | 28  | —  | — | — | —  | — |
| 2013–14    | Boston University   | HE         | 31  | 5  | 9  | 14  | 20  | —  | — | — | —  | — |
| 2014–15    | Boston University   | HE         | 41  | 21 | 40 | 61  | 31  | —  | — | — | —  | — |
| 2015–16    | Rochester Americans | AHL        | 72  | 9  | 21 | 30  | 39  | —  | — | — | —  | — |
| 2015–16    | Buffalo Sabres      | NHL        | 2   | 1  | 1  | 2   | 0   | —  | — | — | —  | — |
| 2016–17    | Rochester Americans | AHL        | 48  | 9  | 21 | 30  | 27  | —  | — | — | —  | — |
| 2016–17    | Buffalo Sabres      | NHL        | 30  | 4  | 2  | 6   | 4   | —  | — | — | —  | — |
| 2017–18    | Rochester Americans | AHL        | 8   | 5  | 5  | 10  | 2   | —  | — | — | —  | — |
| 2017–18    | Buffalo Sabres      | NHL        | 48  | 7  | 18 | 25  | 14  | —  | — | — | —  | — |
| 2018–19    | Buffalo Sabres      | NHL        | 74  | 9  | 20 | 29  | 25  | —  | — | — | —  | — |
| 2019–20    | Buffalo Sabres      | NHL        | 38  | 5  | 4  | 9   | 10  | —  | — | — | —  | — |
| 2019–20    | Pittsburgh Penguins | NHL        | 7   | 1  | 0  | 1   | 4   | —  | — | — | —  | — |
| 2020–21    | Pittsburgh Penguins | NHL        | 35  | 7  | 7  | 14  | 6   | 2  | 0 | 1 | 1  | 0 |
| 2021–22    | Pittsburgh Penguins | NHL        | 82  | 19 | 24 | 43  | 14  | 7  | 3 | 2 | 5  | 4 |
| 2022–23    | Colorado Avalanche  | NHL        | 69  | 16 | 23 | 39  | 30  | 7  | 1 | 4 | 5  | 2 |
| NHL totalt | NHL totalt          | NHL totalt | 385 | 69 | 99 | 168 | 107 | 16 | 4 | 7 | 11 | 6 |

### Internationellt
| År            | Lag           | Turnering     | Resultat      |   | Matcher | Mål | Assist | Poäng | Utv |
| ------------- | ------------- | ------------- | ------------- | - | ------- | --- | ------ | ----- | --- |
| 2010–11       | Canada East   | WJAC          | 2             | 5 | 3       | 4   | 7      | 2     |     |
| Junior totalt | Junior totalt | Junior totalt | Junior totalt | 5 | 3       | 4   | 7      | 2     |     |